# Jens Iversen (Lange)
Jens Iversen Lange (død 9. maj 1482) var biskop i Århus Stift og tilhørte en gammel jysk slægt. Hans far var ridderen Iver Thomesen Lange og hans broder Jep Iversen var kannik og kantor i Ribe. 
Jens Lange studerede ved flere fremmede universiteter, hvor han erhvervede den juridiske og teologiske licentiatgrad, og formodentlig er han den Johannes Ivari de Arusia, som i 1424 immatrikuleredes ved universiteterne i Rostock og Erfurt. Poul Helgesen roser ham for hans sjældne lærdom og alvorlige karakter og tilskriver ham stor indflydelse hos kong Christian 1.
Han blev valgt til sammen med biskop Christen Hemmingsen af Ribe at repræsentere den danske gejstlighed og riget på kirkeforsamlingen i Basel. 1449 var han kongens sendebud i Rom og fik af paven titel som kannik i Roskilde. Længe forinden beklædte han dog den vigtige stilling som ærkedegn i Aarhus (påviselig fra 1440, men antagelig langt tidligere), og efter biskop Ulrik Stygges død valgtes han 1449 til biskop i Århus Stift, få måneder efter sin hjemkomst fra Rom.
Hans virksomhed falder i to retninger, dels som statsmand, dels som biskop. Som statsmand har han spillet en fremragende rolle som fuldmægtig på talrige politiske møder, således med svenskerne i Halmstad 1450 og 1468, i Rønneby 1454, i Kalmar 1472-74, i Kalmar 1476 og med lübeckerne og holstenerne 1469. 
Man kender ikke ret meget til hans personlige forhold. Derimod står hans virksomhed som biskop i et klarere lys. Han var en kraftig og energisk, om end jævnlig alt for yderliggående, håndhæver af sin kirkes ret. I videste omfang, og med betonelse af alle kirkens særrettigheder, fik han 1465 kongens stadfæstelse af Århus Stifts privilegier. Men da han over for den mægtige Otte Nielsen Rosenkrantz og dennes søn rigshofmesteren Erik Ottesen ville hævde sin kirkes kaldsret til den af Hr. Otte opførte Marie Magdalene Kirke ved Randers og endog greb til så yderlige midler som bandlysning og udvisning af Kirken, gav det kongelige retterting 1458 ikke alene Rosenkrantzerne fuldstændigt medhold, men tvang endog den myndige biskop til at undskylde. Det må siges til hans ros, at han kort tid efter uegennyttig stillede sig på Rosenkrantzernes side i deres strid med Lave Brock. 
Også med kongen havde han en alvorlig strid. Imod dennes forbud havde han tilladt en fribytter at sejle ud af Aarhus Havn, og rettertinget fradømte ham derfor indtægten af Aarhus byskat (1459). Jævnlige stridigheder med borgerne i Aarhus om afgifter af gejstlige gårde og om retten til byens mark viser ham ligeledes som den myndige, egenrådige biskop "af Guds Naade". Men af sin kirke har han gjort sig højlig fortjent, og særlig bør det nævnes, at udsmykningen af hans domkirke lå ham varmt paa sinde. I årene 1470-77 byggede han det store kirketårn, hvis mægtige spir styrtede ned et århundrede senere; på dets mur ses endnu hans våben (tre roser). 1477 tilbyggede han det anselige (nu kun halvt så store), sydvestlige kapel, hvori han selv blev begravet, og hvor hans ligsten findes med hans portræt. Endelig opsatte han 1479-82 altertavlen, der er udført af Bernt Notke og er et af vore interessanteste kunsthistoriske mindesmærker. Den bærer tillige hans portræt, som Høyen siger, "maaske det ældste Originalmaleri, der kan fortjene dette Navn". Også til Ribe Domkirke og kapitel har han tillige med broderen skænket store gaver og sammen med denne funderet det til den hellige Birgitta opførte kapel ved domkirken. Han døde i en høj alder 9. maj 1482.